# Барнс, Росс
Чарлз Роско Барнс (англ. Charles Roscoe Barnes; 8 мая 1850, Маунт-Моррис, Нью-Йорк — 5 февраля 1915, Чикаго, Иллинойс) — американский бейсболист, выступал на позициях игрока второй базы и шортстопа. Один из первых профессиональных спортсменов в истории игры. Четырёхкратный чемпион Национальной ассоциации в составе «Бостон Ред Стокингс», победитель первого в истории чемпионата Национальной лиги в составе клуба «Чикаго Уайт Стокингс».

## Биография

### Ранние годы
Чарлз Барнс родился 8 мая 1850 года в городке Маунт-Моррис на севере штата Нью-Йорк. Его родители, уроженцы Нью-Джерси, Джозеф и Мэри Барнс были фермерами. У них было восемь детей. В середине 1860-х годов семья переехала в Рокфорд в Иллинойс. Там Барнс начал играть в бейсбол. В конце 1866 или начале 1867 года его пригласила местная команда «Рокфорд Форест Ситиз». Его партнёром был ещё один известный игрок тех лет Эл Сполдинг.
В составе «Форест Ситиз» Барнс играл с 1867 по 1870 год. Любительская команда получила известность в масштабах всей страны, обыграв профессионалов из «Национального клуба Вашингтона» и «Цинциннати Ред Стокингс». В 1871 году Харри Райт, в прошлом главный тренер «Цинциннати», пригласил Барнса и Сполдинга в формируемую им профессиональную команду в Бостоне. Новый клуб также получил название «Ред Стокингс».

### Профессиональная карьера
Клуб стал членом основанной 17 марта 1871 года Национальной ассоциации, первой профессиональной бейсбольной лиги в США. В дебютном сезоне Бостон считался одним из фаворитов чемпионата, но титул выиграть не сумел. Барнс же был одним из лучших атакующих игроков не только в команде, но и в лиге в целом. В 31 сыгранном матче он заработал 66 ранов, став лучшим в Национальной ассоциации. По числу экстра-бейс-хитов, показателю отбивания и количеству RBI он вошёл в пятёрку лидеров. В последующие годы «Ред Стокингс» четырежды становились чемпионами, во многом благодаря стабильности состава.
В следующих сезонах Барнс стал самым опасным атакующим игроком в лиге. В 1872 и 1873 годах его показатель отбивания составлял 43,0 % и 43,1 % соответственно. Лидировал он и в других статистических категория, ему же принадлежал рекорд по числу украденных за сезон баз. В газетах того времени неоднократно писали, что успех ему приносит тщательный и умный подход к игре на бите. Он стал известен как мастер ударов, получивших название «фейр-фол», после которых мяч ударялся о землю и выкатывался за фол-линию, а бьющий успевал добежать до второй или третьей базы. Позднее мнения историков бейсбола о заслугах Барнса разделились. Ряд исследователей писал, что его результаты достигались за счёт лазейки в правилах, другие указывали, что стабильно отбивать мячи таким образом может только бейсболист выдающегося таланта. Правило, позволяющее бить «фейр-фолы», было отменено перед стартом сезона 1877 года.
При всех своих заслугах на поле, Барнс обладал тяжёлым характером и высоким самомнением. В интервью журналу Sporting News Сполдинг рассказывал, что были периоды, когда партнёры с ним не разговаривали вообще. Из-за конфликта с ним команду покинул игрок первой базы Чарли Гулд. Сам Барнс ушёл из «Бостона» после окончания сезона 1875 года, перейдя в «Чикаго Уайт Стокингс».
Владелец «Уайт Стокингс» Уильям Халберт подписал контракты с четырьмя звёздами «Бостона», в том числе Барнсом, рассчитывая сразу обеспечить своей команде успех в только что созданной Национальной лиге. Его план сработал. «Чикаго» выиграли чемпионский титул, а Барнс стал лучшим в лиге по показателю отбивания, количеству хитов, ранов и занятых баз. Второго мая 1876 года он стал автором первого в истории Национальной лиги хоум-рана. В 1877 году, после запрета «фейр-фолов», его показатель отбивания снизился с 42,9 % до 27,2 %. Но причина была не только в изменении правил. Газета Chicago Tribune сообщала, что Барнс страдает от неизвестной болезни. Позднее об этом же писала пресса в Цинциннати. Член Общества исследования американского бейсбола Роберт Шефер в 1999 году написал, что игрок страдал от хронического заболевания, схожего с малярией.
«Уайт Стокингс» не стали продлевать с ним контракт. В начале 1878 года Барнс стал первым профессиональным бейсболистом, подавшим в суд на клуб. По его словам, он не получил заработную плату за три месяца, в течение которых не мог играть из-за болезни. Судья округа Кук вынес решение в пользу клуба. Последние два сезона своей профессиональной карьеры Барнс провёл в 1879 и 1881 годах, играя сначала за «Цинциннати Редс», а затем вернувшись в «Бостон Ред Стокингс». За девять лет карьеры он принял участие в 499 играх, его итоговый показатель отбивания составил 36,0 %. Он был одним из пионеров бейсбола и одним из лучших отбивающих лиги 1870-х годов. В 1915 году журнал Baseball по степени величия сравнил Барнса с Таем Коббом и Хонусом Вагнером.

### После бейсбола
Завершив выступления, Барнс вернулся в Рокфорд. Его семья к тому времени стала одной из самых обеспеченных и известных в городе. По сообщениям газет того времени, он занимал пост в Чикагском торговом совете, а его состояние оценивалось примерно в 100 тысяч долларов. В 1890 году он на один сезон вернулся в спорт, работая судьёй на матчах Лиги игроков, но быстро разочаровался в этом.
В течение четырнадцати месяцев Барнс был женат на Эллен Уэлш. Пара развелась в октябре 1901 года. Позднее он занимался гостиничным бизнесом, работал бухгалтером газовой компании People's Gas, Light & Coke Co.. 
Росс Барнс скончался 5 мая 1915 года в отеле Уиклоу в Чикаго. Причиной смерти были названа аневризма аорты и проблемы с желудком. Был похоронен на кладбище Гринвуд в городе Рокфорд штата Иллинойс.